# Orde de l'Àguila Roja
L'Orde de l'Àguila Roja (en alemany: Roter Adlerorden) va ser un orde de cavalleria del Regne de Prússia instituït pel príncep hereu de la Casa de Hohenzollern Jordi Guillem de Brandenburg-Bayreuth el 17 de novembre de 1705, i va finalitzar després de la derrota en la Primera Guerra Mundial i la subseqüent fi de l'Imperi Alemany, el 1918.
Era concedit a civils i a militars, fossin prussians o no, en reconeixement del valor en combat, lideratge i mèrit militar.